# Conilurus albipes
Conilurus albipes је врста глодара из породице мишева (Muridae).

## Распрострањење
Ареал врсте је био ограничен на једну државу. Аустралија је била једино познато природно станиште врсте.

## Начин живота
Врста Conilurus albipes је правила гнезда.

## Угроженост
Ова врста је наведена као изумрла, што значи да нису познати живи примерци.